# Сырный соус
Сырный соус — соус, приготовленный из твёрдого или плавленого сыра в качестве основного ингредиента. Иногда используется сушёный сыр или сырный порошок. Существует много разновидностей соуса, и он имеет множество различных кулинарных применений. Также производятся готовые коммерческие сырные соусы как в жидкой, так и в сухой форме.
Сыр для сырного соуса используют самый разный. Чтобы приготовить соус, сыр натирают, соединяют с жидкими или пастообразными ингредиентами, и нагревают. Это может быть растопленное сливочное масло, ру, сметана, сливки, молоко, бульон. Также, другие соусы: бешамель, майонез, кетчуп. Чтобы сделать соус более густым, добавляют крахмал, муку или яичные желтки. Обычным ингредиентом сырного соуса являются приправы и специи: соль, чёрный и красный перец, тмин. А также ароматные травы, такие как укроп, петрушка, кинза, чеснок.
Сырный соус готовят для блюд из птицы, грибов, макарон, запеканок. К рыбе, морепродуктам, овощам, горячим и холодным закускам, снэкам.

## Разновидности
- Соус Альфредо — американский соус для Фетучини Альфредо;
- Заправка из голубого сыра[5];
- Соус Карузо — южноамериканский соус;
- Соус Чеддер[6];
- Чили кон кесо — американский соус-дип из расплавленного сыра, перца чили, томатов и специй;
- Крабовый соус[7];
- Соус Морне — французский соус на основе бешамеля;
- Сырный начос — американский соус из плавленого сыра;
- Альмадрок — чесночно-сырный соус средневековой каталонской кухни[8].

## Использование
Блюда, которые готовятся и употребляются с сырным соусом:
- Картофель фри;
- Чизстейк;
- Фондю;
- Локшен мит каэсе;
- Макароны с сыром;
- Начос;
- Тетраццини;
- Валлийские гренки с сыром.

Varieties
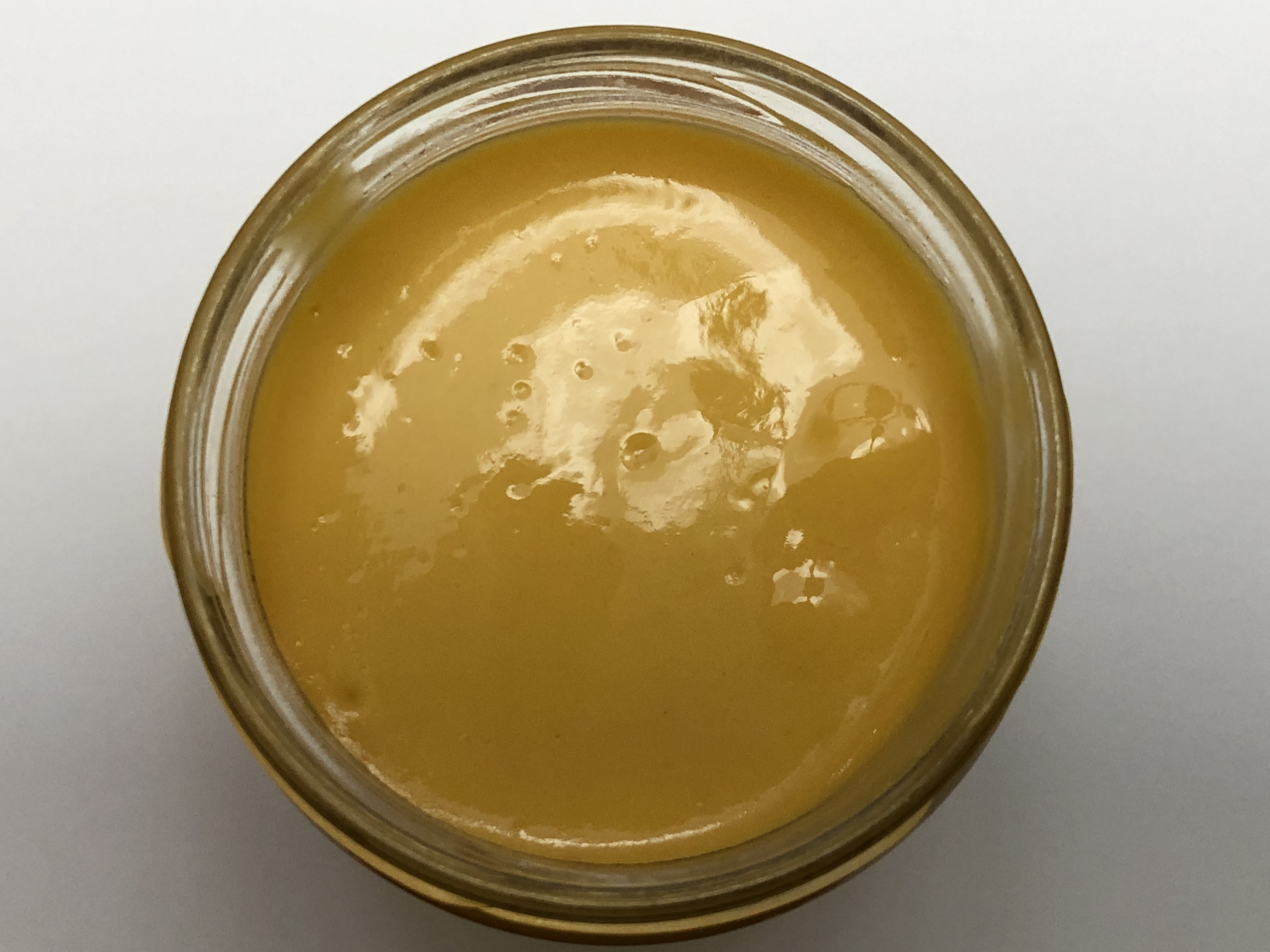
Открытая банка Cheez Whiz — американский бренд пасты из плавленого сыра, выпускаемой компанией Kraft Foods
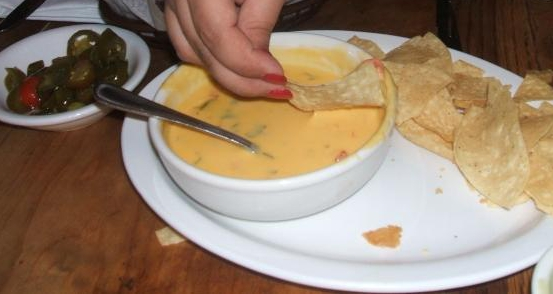
Чили кон кесо с чипсами из тортильи
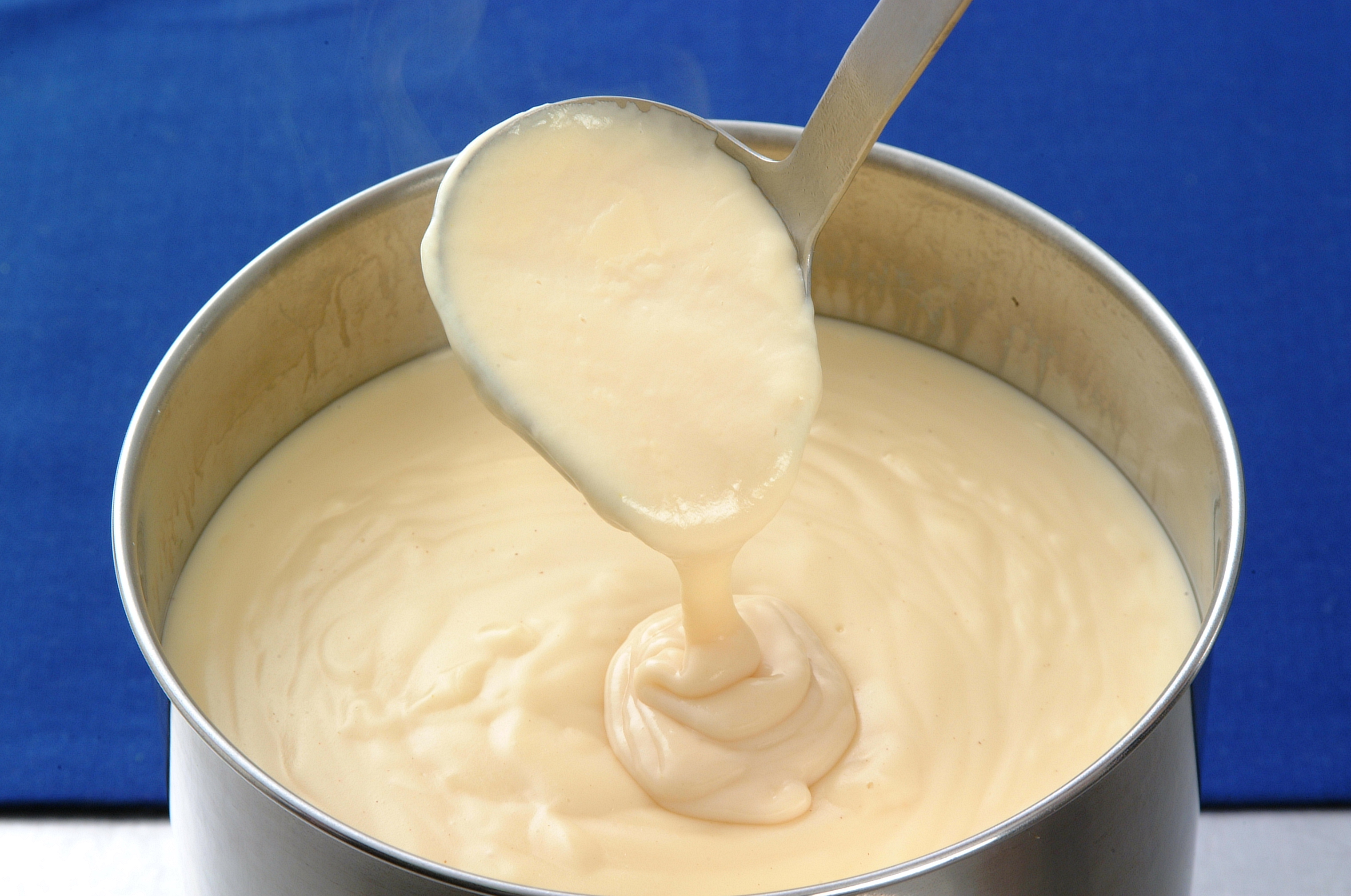
Соус Морне
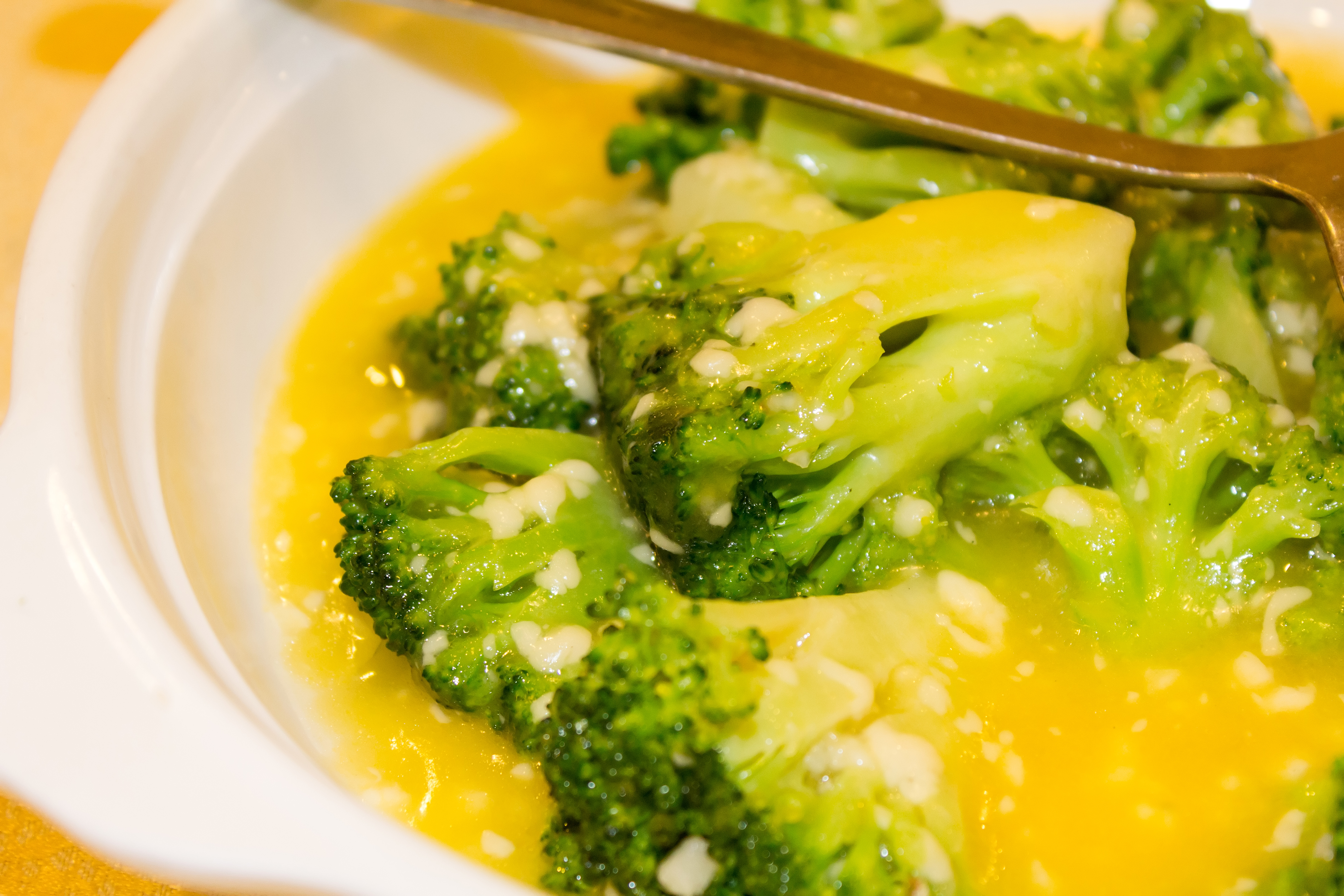
Брокколи с сырным соусом
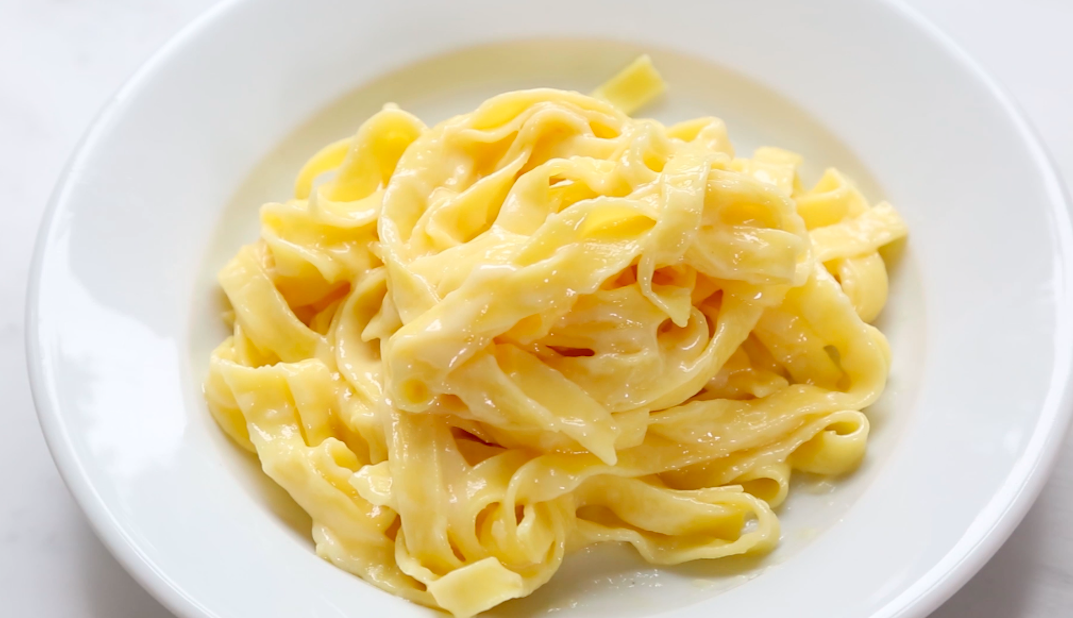
Фетучини Альфредо
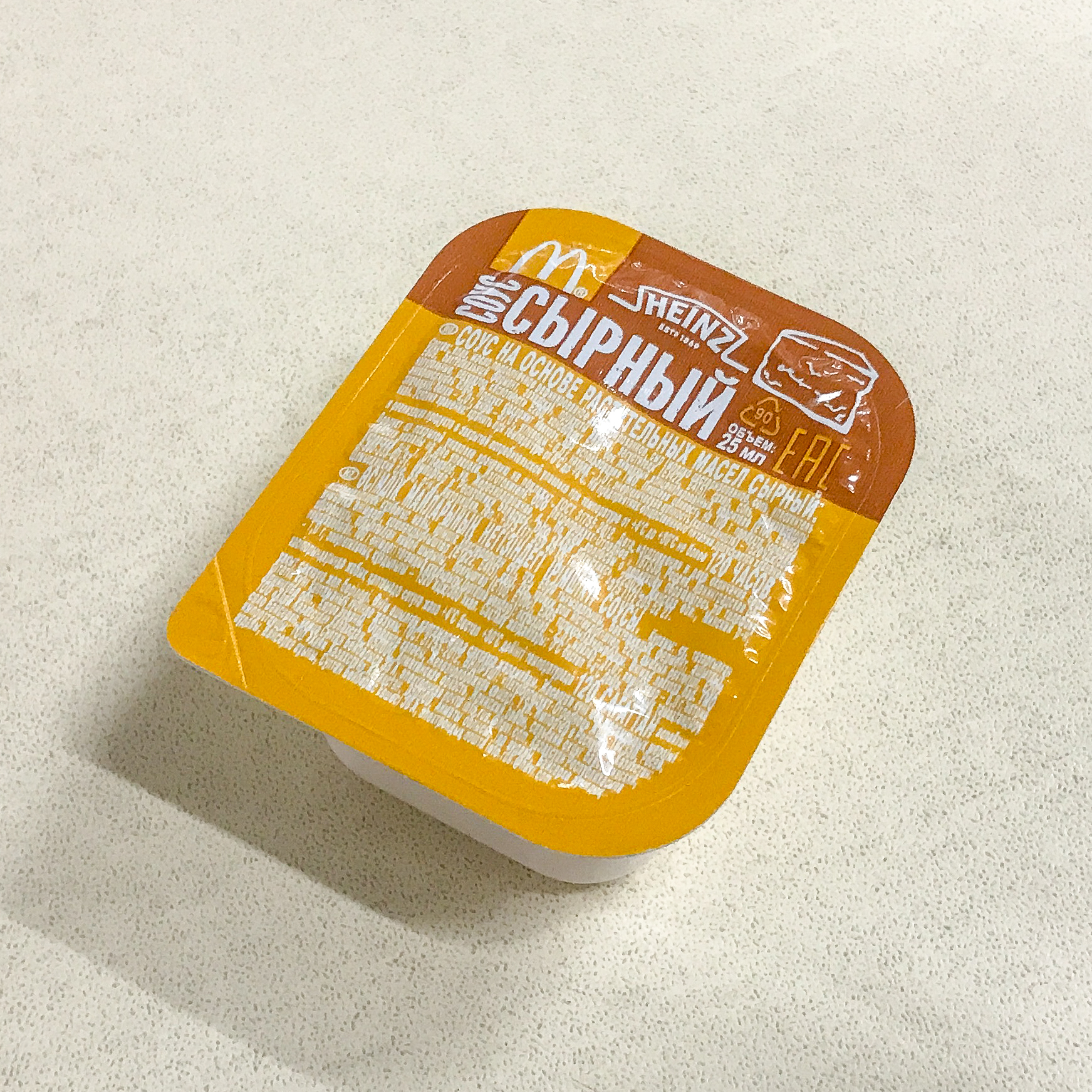
Пакетик сырного соуса Heinz в ресторане McDonald's в Москве, Россия.